# Мухсен Ал-Хасани
Мухсен Салех Абудалх Али Ал-Хасани (на арабски: محسن صالح الغساني‎) е омански футболист, играещ като нападател за оманския Ал-Сииб и националния отбор на Оман. Участник в Купата на Азия 2019 и 2023. През 2024 бележи гола срещу Киргизстан при равенството 1:1.